# Commander in Chief
Commander in Chief er en amerikansk tv-serie med bl.a. Geena Davis i hovedrollen. Tv-serien blev i USA sendt på ABC og i Danmark på TV 2.
| Fjernsyn | Spire Denne artikel om et tv-program er en spire som bør udbygges. Du er velkommen til at hjælpe Wikipedia ved at udvide den. |